# Kostel svatého Marka (Benetice)
Kostel svatého Marka je farní kostel římskokatolické farnosti Benetice, zasvěcený svatému Markovi.

## Historie
Původní kostelík stával ve středu osady, byl zčásti dřevěný, i ostatní stavení v té době kryly došky a šindel a často padaly za oběť požárům. Při jednom takovém ohni shořel i tento kostel. Bylo to podle kronikáře v roce 1774. Poměrně brzo bylo vše opraveno, ale jen nouzově. V roce 1785 byla při kostelíku zřízena nová duchovní správa pro Benetice a několik okolních obcí. Kostelík byl však jen nouzový, a tak v letech 1853–1859 za obnos kolem 20 000 zl. došlo ke stavbě nového kostela.
Nová stavba však potřebovala více prostoru, než poskytoval starý areál kostelíka a hřbitova. Tak bylo rozhodnuto, že kostel bude postaven nedaleko nového hřbitova z roku 1789. Starý kostel byl stržen, hřbitov později zanikl a místo bylo označeno křížem. Stavbu řídil známý třebíčský stavitel Dominik Herzán. Výstavný chrám byl vysvěcen J. Janouškem 16. října 1859. V roce 1904 byl kostel rekonstruován a vymalován, v roce 1922 bylo přistavěno nové schodiště vedoucí ke kostelu. Během první světové války byly největší zvon rekvírován, v roce 1924 byl pořízen nový zvon a v roce 1928 byl pořízen kostelním konkurenčním výborem ještě jeden zvon.

## Fara
Rovněž fara je stará památná budova postavená ještě ke starému kostelíku v létech 1760 za vlády císaře Josefa I. Střecha je opatřena břidlicovou krytinou, která v roce 1999 prošla generální opravou.

## Galerie

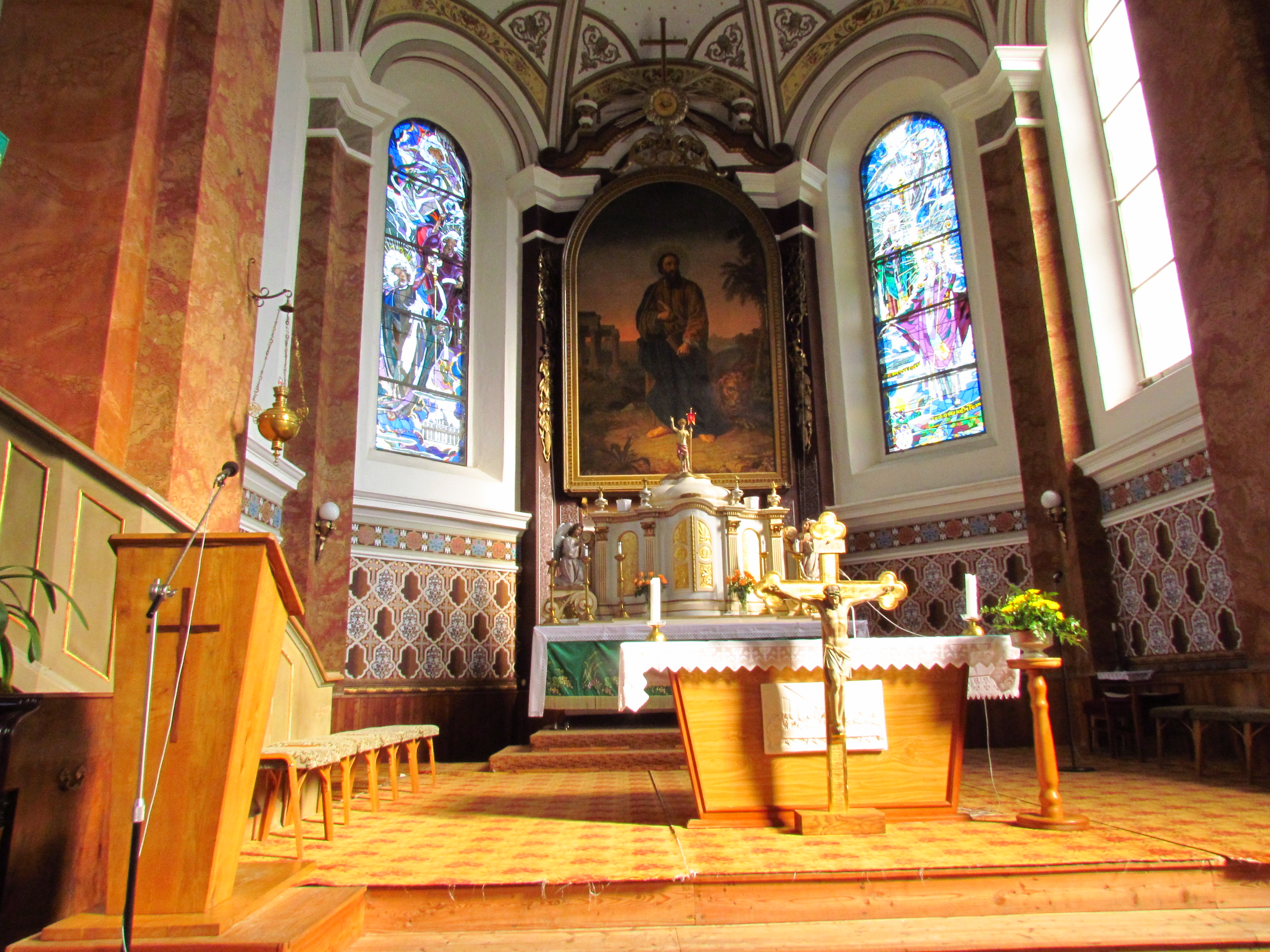
Interiér kostela
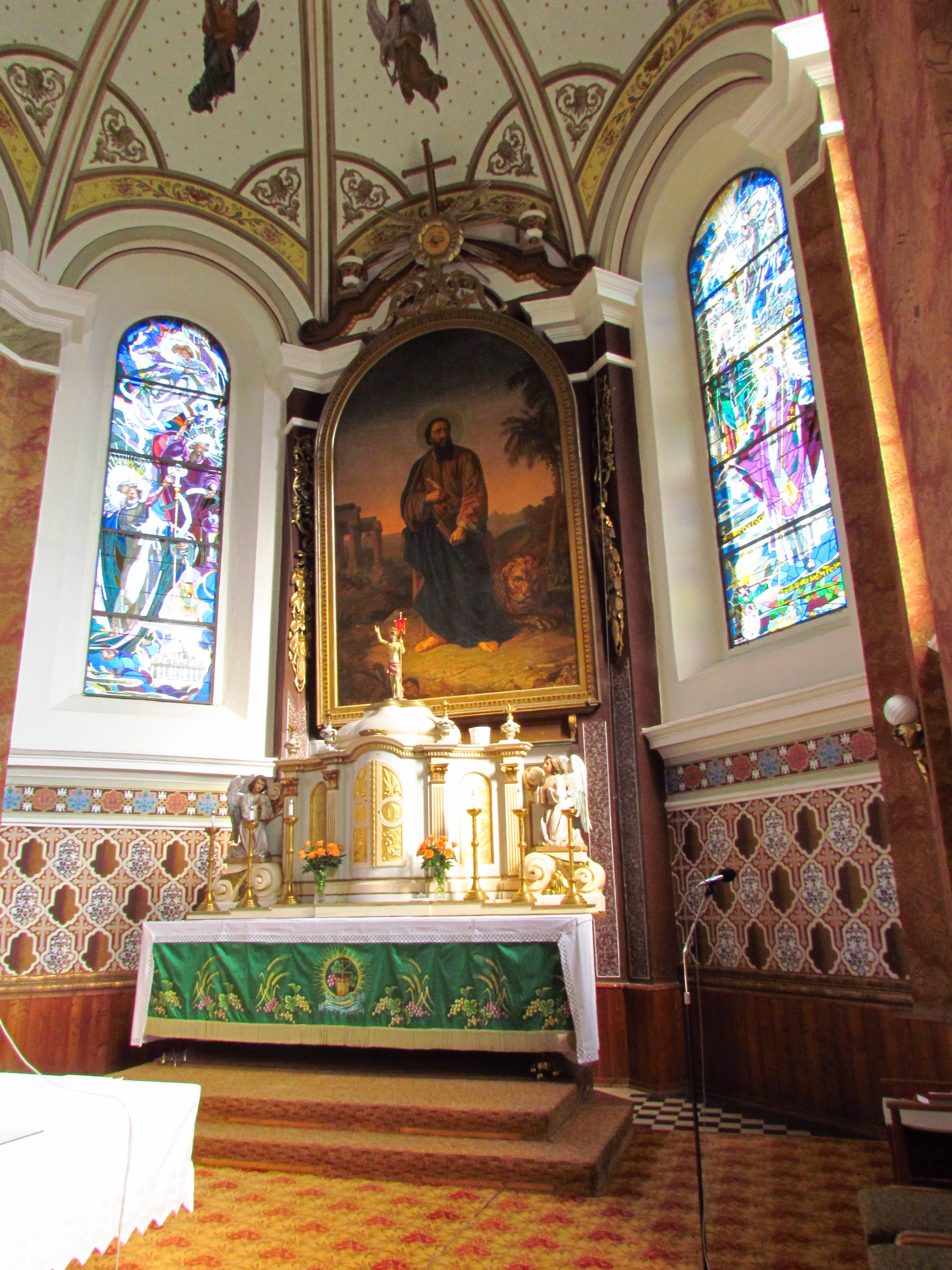
Svatostánek
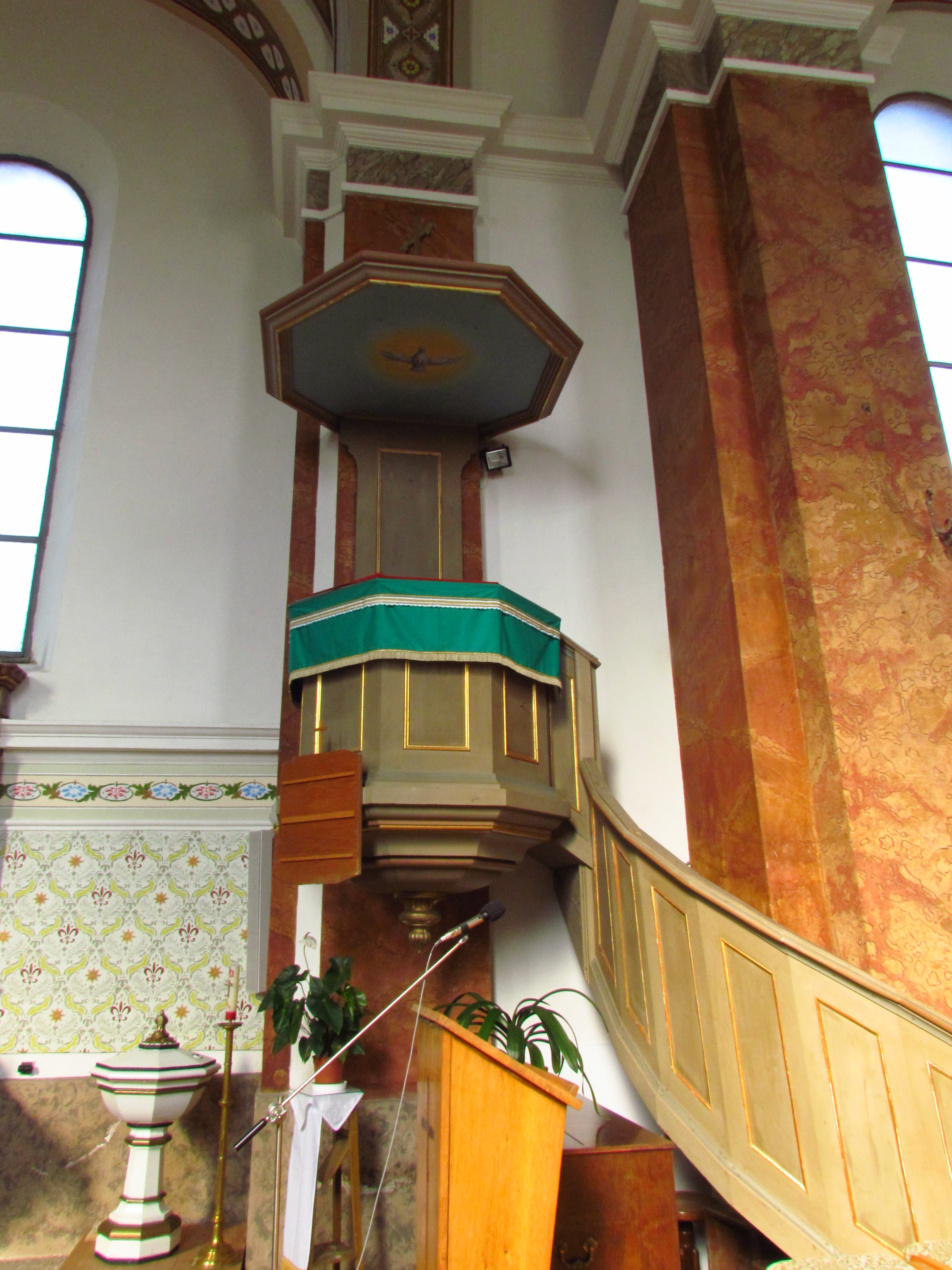
Kazatelna
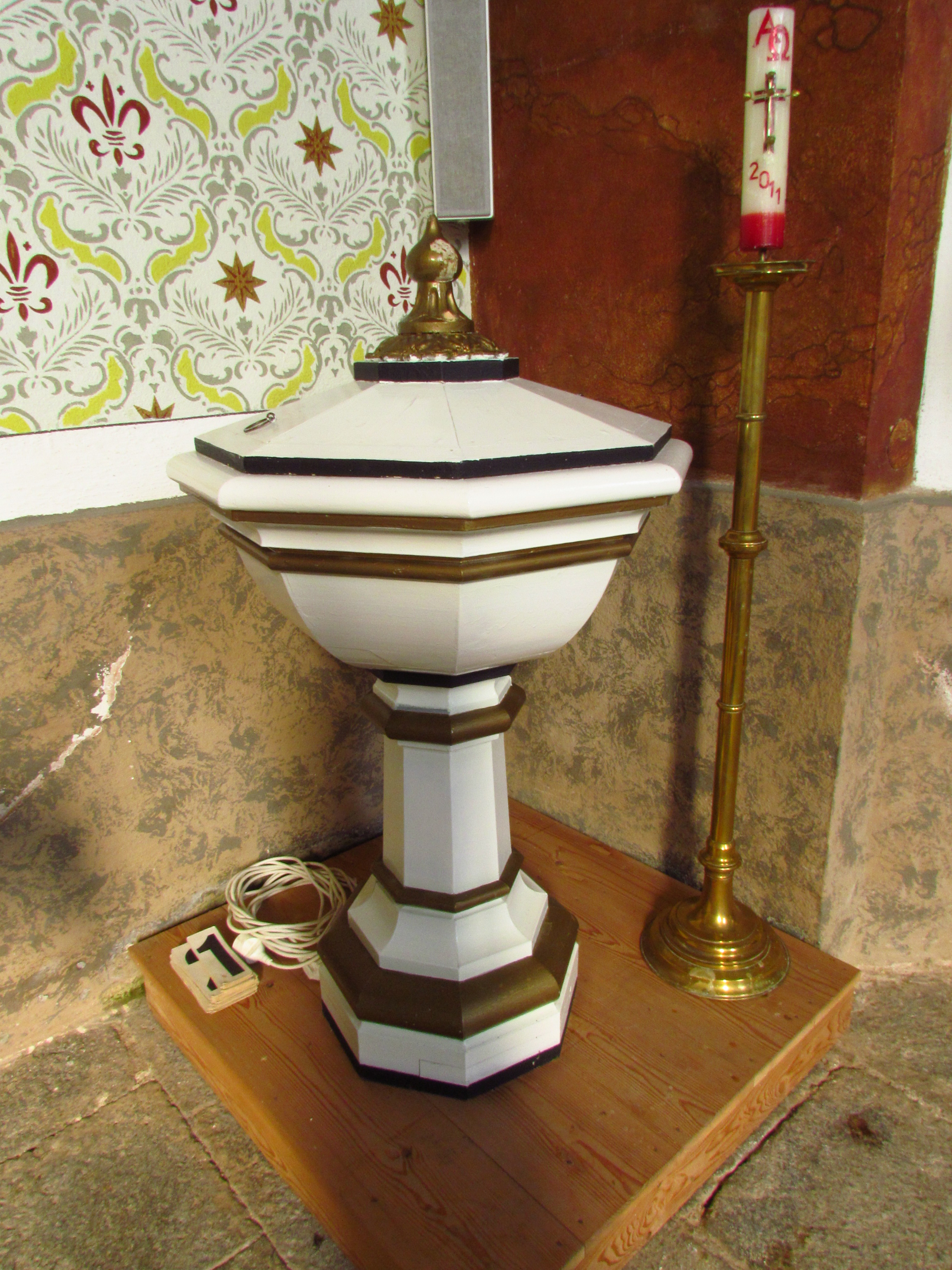
Křtitelnice
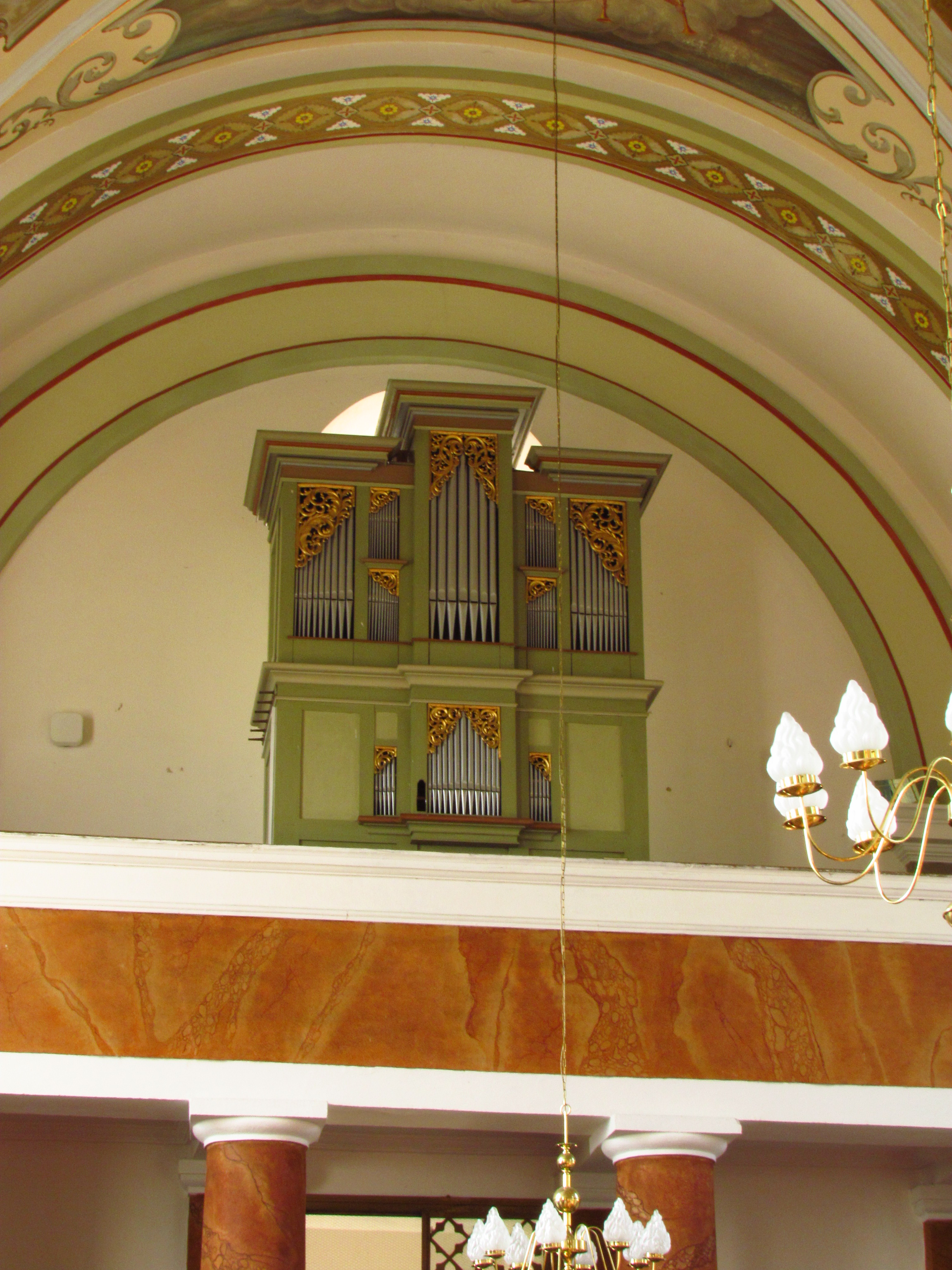
Varhany